# Livio Odescalchi, II principe Odescalchi
Livio Odescalchi, II principe Odescalchi (Roma, 13 febbraio 1725 – Roma, 10 luglio 1805), è stato un nobile italiano.

## Biografia
Figlio di Baldassarre Odescalchi, I principe Odescalchi e di sua moglie, la principessa Eleonora Maddalena Borghese, Livio nacque a Roma il 13 febbraio 1725. Per parte di suo padre era direttamente imparentato con papa Innocenzo XI.
Con l'entrata dei francesi napoleonici a Roma, si oppose al nuovo governo vedendosi confiscato il feudo di Bracciano che la sua famiglia aveva precedentemente conquistato. Restituitogli, dovette ad ogni modo venderlo di comune accordo col figlio e col nipote nel 1803 al ricco banchiere Giovanni Raimondo Torlonia per far fronte all'assottigliarsi delle finanze della casata.
Morì a Roma il 10 luglio 1805, all'età di 80 anni.

## Matrimonio e figli
Il 10 aprile 1747, a Roma, Livio sposò la principessa fiorentina Maria Vittoria Corsini (1732 - 17 febbraio 1797), figlia di Filippo Corsini, II principe di Sismano, e di sua moglie, la principessa Ottavia Strozzi. La coppia ebbe i seguenti figli:
- Baldassarre (1748 - 1810), principe Odescalchi, sposò la principessa Caterina Valeria Giustiniani
- Flaminia (3 agosto 1750 - di parto 19 maggio 1771[3]), sposò nel 1767 Sigismondo Chigi, IV principe di Farnese
- Maria Ottavia (27 agosto 1757 - 8 marzo 1829[4]), sposò nel 1775 il principe Giuseppe Rospigliosi, IV duca di Zagarolo
- Antonio Maria (15 marzo 1763 - 23 luglio 1812[5]), nunzio apostolico a Firenze 1795-1801, vescovo di Jesi dal 1804

## Albero genealogico
|                                                        |                                                    |                                        | Genitori                         |  |  | Nonni |  |  | Bisnonni        |  |  | Trisnonni     |  |
|                                                        |                                                    |                                        |                                  |  |  |       |  |  | Alessandro Erba |  |  | Girolamo Erba |  |
|                                                        |                                                    |                                        |                                  |  |  |       |  |  | Alessandro Erba |  |  | Girolamo Erba |  |
|                                                        |                                                    | Vittoria Olgiati                       |                                  |  |  |       |  |  | Alessandro Erba |  |  |               |  |
| Antonio Maria Erba-Odescalchi, I marchese di Mondonico |                                                    |                                        |                                  |  |  |       |  |  | Alessandro Erba |  |  |               |  |
|                                                        |                                                    | Lucrezia Odescalchi                    | Livio Odescalchi                 |  |  |       |  |  |                 |  |  |               |  |
|                                                        |                                                    | Lucrezia Odescalchi                    | Livio Odescalchi                 |  |  |       |  |  |                 |  |  |               |  |
|                                                        |                                                    | Lucrezia Odescalchi                    | Paola Sofia Castelli             |  |  |       |  |  |                 |  |  |               |  |
| Baldassarre Odescalchi, I principe Odescalchi          |                                                    | Lucrezia Odescalchi                    |                                  |  |  |       |  |  |                 |  |  |               |  |
|                                                        |                                                    | Luigi Turconi                          | …                                |  |  |       |  |  |                 |  |  |               |  |
|                                                        |                                                    | Luigi Turconi                          | …                                |  |  |       |  |  |                 |  |  |               |  |
|                                                        |                                                    | Luigi Turconi                          | …                                |  |  |       |  |  |                 |  |  |               |  |
| Teresa Turconi                                         |                                                    | Luigi Turconi                          |                                  |  |  |       |  |  |                 |  |  |               |  |
|                                                        |                                                    | Anna Grassi                            | …                                |  |  |       |  |  |                 |  |  |               |  |
|                                                        |                                                    | Anna Grassi                            | …                                |  |  |       |  |  |                 |  |  |               |  |
|                                                        |                                                    | Anna Grassi                            | …                                |  |  |       |  |  |                 |  |  |               |  |
| Livio Odescalchi, II principe Odescalchi               |                                                    | Anna Grassi                            |                                  |  |  |       |  |  |                 |  |  |               |  |
|                                                        | Giovanni Battista Borghese, II principe di Sulmona | Paolo Borghese, signore di Cortesia    |                                  |  |  |       |  |  |                 |  |  |               |  |
|                                                        | Giovanni Battista Borghese, II principe di Sulmona | Paolo Borghese, signore di Cortesia    |                                  |  |  |       |  |  |                 |  |  |               |  |
|                                                        | Giovanni Battista Borghese, II principe di Sulmona | Olimpia Aldobrandini                   |                                  |  |  |       |  |  |                 |  |  |               |  |
| Marcantonio II Borghese, III principe di Sulmona       | Giovanni Battista Borghese, II principe di Sulmona |                                        |                                  |  |  |       |  |  |                 |  |  |               |  |
|                                                        |                                                    | Eleonora Boncompagni                   | Ugo Boncompagni, IV duca di Sora |  |  |       |  |  |                 |  |  |               |  |
|                                                        |                                                    | Eleonora Boncompagni                   | Ugo Boncompagni, IV duca di Sora |  |  |       |  |  |                 |  |  |               |  |
|                                                        |                                                    | Eleonora Boncompagni                   | Maria Ruffo                      |  |  |       |  |  |                 |  |  |               |  |
| Eleonora Maddalena Borghese                            |                                                    | Eleonora Boncompagni                   |                                  |  |  |       |  |  |                 |  |  |               |  |
|                                                        |                                                    | Carlo Spinola, principe di Sant'Angelo | Andrea Spinola                   |  |  |       |  |  |                 |  |  |               |  |
|                                                        |                                                    | Carlo Spinola, principe di Sant'Angelo | Andrea Spinola                   |  |  |       |  |  |                 |  |  |               |  |
|                                                        |                                                    | Carlo Spinola, principe di Sant'Angelo | Cecilia Spinola                  |  |  |       |  |  |                 |  |  |               |  |
| Livia Spinola                                          |                                                    | Carlo Spinola, principe di Sant'Angelo |                                  |  |  |       |  |  |                 |  |  |               |  |
|                                                        |                                                    | Violante Spinola                       | Filippo Spinola                  |  |  |       |  |  |                 |  |  |               |  |
|                                                        |                                                    | Violante Spinola                       | Filippo Spinola                  |  |  |       |  |  |                 |  |  |               |  |
|                                                        |                                                    | Violante Spinola                       | Livia Spinola di Tassarolo       |  |  |       |  |  |                 |  |  |               |  |
|                                                        |                                                    | Violante Spinola                       |                                  |  |  |       |  |  |                 |  |  |               |  |